# Дмитрівка (Луцький район)
Дми́трівка — село в Україні, у Луцькому районі Волинської області. Входить до складу Рожищенської міської громади. Населення становить 180 осіб.

## Географія
Село розташоване на лівому березі річки Стир.

## Історія
У 1906 році колонія Торчинської волості Луцького повіту Волинської губернії. Відстань від повітового міста 36 верст, від волості 11. Дворів 22, мешканців 111.
12 червня 2020 року, згідно з розпорядженням Кабінету Міністрів України  № 708-р, село увійшло до складу Рожищенської міської громади.
19 липня 2020 року, в результаті адміністративно-територіальної реформи та ліквідації Рожищенського району, село увійшло до складу новоутвореного Луцького району.

## Населення
Згідно з переписом УРСР 1989 року чисельність наявного населення села становила 192 особи, з яких 82 чоловіки та 110 жінок.
За переписом населення України 2001 року в селі мешкало 180 осіб.

### Мова
Розподіл населення за рідною мовою за даними перепису 2001 року:
| Мова       | Відсоток |
| ---------- | -------- |
| українська | 99,44 %  |
| російська  | 0,56 %   |